# Мыслини

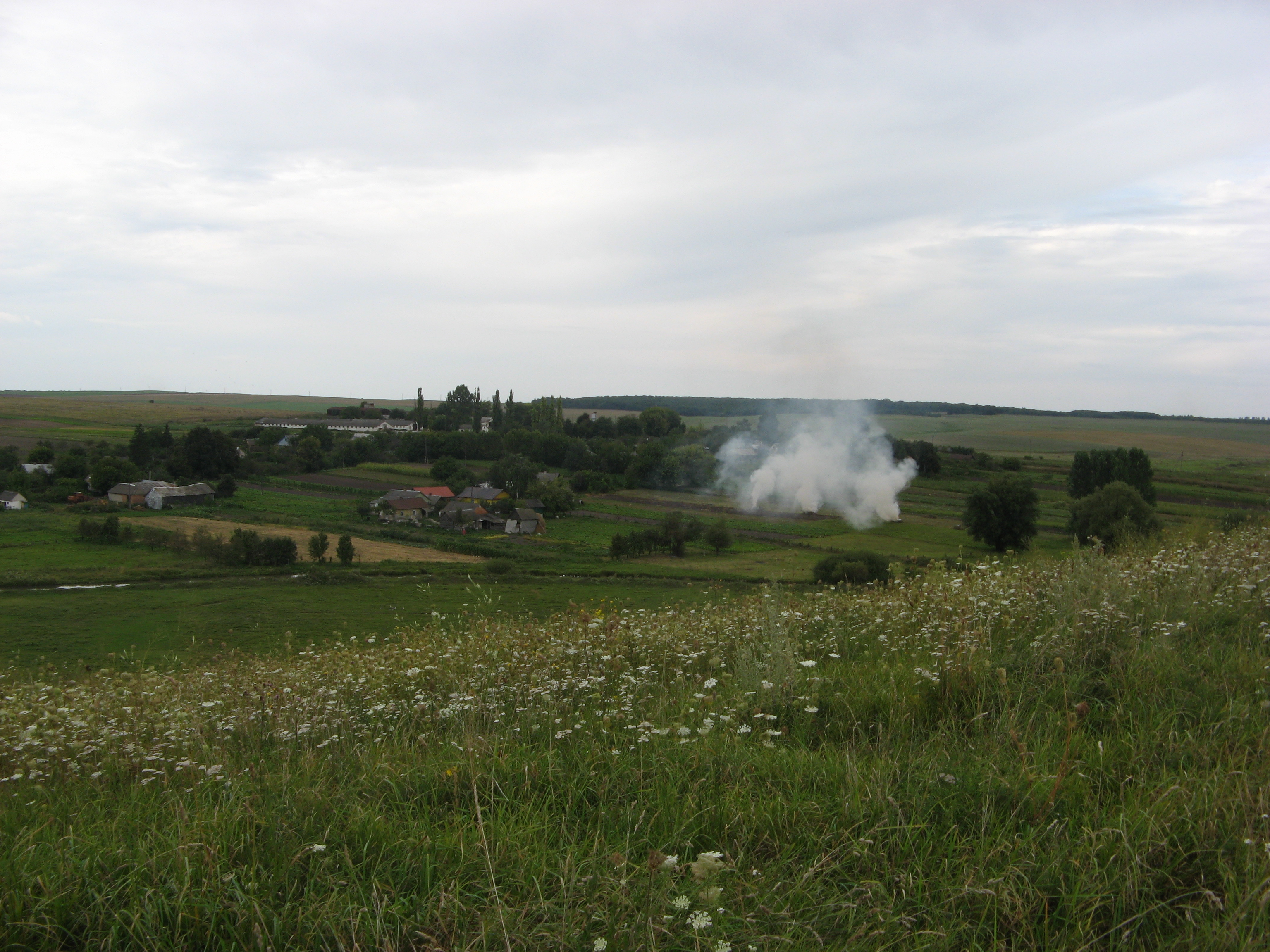

Мыслини (укр. Мислині) — село в Гороховской городской общине Луцкого района Волынской области Украины.
До 2020 года входило в Гороховский район.
Код КОАТУУ — 0720884804. Население по переписи 2001 года составляет 270 человек. Почтовый индекс — 45754. Телефонный код — 3379. Занимает площадь 11,2 км².
В деревне есть церковь, школа, медицинский пункт, магазин и клуб. Также там располагается здание местного колхоза. На просторах села ширится пруд.